# Якісна властивість
Я́кісна власти́вість (англ. qualitative property) — властивість явища, тіла чи речовини, яку неможливо виразити розміром.
Якісну властивість може бути виражено словами, літерно-числовим кодом або іншими способами.
Приклади якісних властивостей: колір зразка фарби, дволітерний код країни за ISO, запах, смак, стать людини тощо.
Загальною особливістю якісних властивостей є відсутність в них відношення «більше»-«менше», однак вони характеризуються відношенням еквівалентності. 

## Оцінювання якісних властивостей
В рамках загальної теорії шкал вимірювань (інша назва — репрезентативна теорія вимірювань) оцінювання якісних властивостей зводиться до їх вимірювання за шкалами найменувань.
Шкала найменувань — шкала вимірювань якісної властивості, яка характеризується лише співвідношенням еквівалентності різних проявів цієї властивості. Шкали найменувань показують якісні характеристики. Наприклад, поділ людей за статевою ознакою; в цьому разі шкала має лише два значення — чоловік або жінка. Ще одним прикладом шкали найменувань може слугувати оцінка кольорів (синій, жовтий, зелений тощо), яка спирається на стандартизовані атласи кольорів.
Значення шкали найменувань можуть мати і числову форму. Прикладом такої шкали може бути позначення навчальних груп в навчальному закладі порядковими числами — 1-а група, 2-а група тощо.
Шкали найменувань є найпростішим типом шкал. Для номінальних шкал неможливо ввести поняття одиниці вимірювання, в них відсутній нульовий елемент. Арифметичні операції (додавання, віднімання, масштабування тощо) для елементів (значень) таких шкал визначено бути не може.
Оцінювання якісних властивостей можливе або інструментальними методами, або експертним методом спеціально навченими людьми — експертами. Наприклад, колір можливо вимірювати інструментально:
- триканальними колориметрами для вимірювання в тривимірній шкалі координат кольору Міжнародної комісії з освітленості;
- компараторами кольору.

Разом з тим, можлива експертна оцінка з використанням еталонних зразків кольору. В той же час, контроль таких органолептичних показників як запах, смак можливий лише експертним методом.
У разі наявності вибору перевагу слід віддавати інструментальним методам, оскільки експертний метод характеризується значною суб'єктивністю.

## Застосування
Якісними властивостями оперують під час якісного хімічного аналізу, органолептичного контролю, розпізнавання, визначення сортності, в медицині для ідентифікації бактерій чи вірусів інфікованого хворого, під час оцінювання якості та безпечності продуктів харчування тощо.
Якісний аналіз в хімії може використовуватися для ідентифікації в об'єкті атомів, молекул, простих і складних речовин, фаз гетерогенної системи, функціональних груп органічних сполук. Він необхідний для обґрунтування вибору методу кількісного хімічного аналізу, способу розділення суміші речовин тощо.